# Spanglerogyrinae
Los espanglerogirinos (Spanglerogyrinae) son una subfamilia de coleópteros adéfagos de la familia Dytiscidae. Contiene un solo género Spanglerogyrus con una sola especie Spanglerogyrus albiventris.